# Kullen, Alingsås kommun
Kullen är en ort i Långareds socken och tidigare småort i Alingsås kommun. Invånarna uppgick år 2000 till 53. 2005 var befolkningen under 50 personer och förlorade därmed beteckningen småort. Från 2015 avgränsar SCB här åter en småort.